# David McGoldrick
David James McGoldrick (ur. 29 listopada 1987 w Nottingham) – irlandzki piłkarz występujący na pozycji napastnika w Sheffield United.